# Фюгер, Генрих Фридрих
Генрих Фридрих Фюгер (нем. Heinrich Friedrich Füger; 8 декабря 1751, Хайльбронн — 5 ноября 1818, Вена) — немецкий и австрийский живописец-портретист, один из крупнейших представителей академического направления в живописи.

## Жизнь и творчество
Генрих Фридрих был сыном старшего пастора евангелической общины в Хайльбронне Йозефа Габриэля Фюгера. Проявил способности к рисованию в одиннадцатилетнем возрасте. Начал своё обучение живописи в 1764 году в классе придворного художника Никола Жюбаля при Академии искусств в Людвигсбурге. С 1769 года продолжил обучение в Лейпциге у Адама Фридриха Эзера, учителя рисования Иоганна Вольфганга Гёте.
Приехав затем в Штутгарт, он потерял мужество при виде великих произведений искусства в музейных и частных собраниях и, бросив занятия, начал изучать право в Галле. Профессор Клотц снова привлёк его к искусству, и он продолжил обучение рисованию в Дрездене.
Затем художник совершил учебную поездку по Италии; в Неаполе он писал фрески в Королевском дворце в Казерте. В 1774 году Фюгер приехал в Вену, где поселился навсегда. Покровителем и меценатом Фюгера в Вене стал английский посол сэр Роберт Кейт, с его помощью художник добился признания в высших слоях венского общества и среди членов австрийской императорской фамилии.
Осенью 1776 года Фюгер получил стипендию для длительного обучения в Риме. В 1781—1783 годах он жил и работал в окрестностях Неаполя, выполняя заказы австрийского правящего дома. Начиная с этого времени в его работах ощутимо влияние творчества Антона Рафаэля Менгса. В 1783 году, по указанию государственного канцлера Австрии графа Венцеля Антона Кауница он стал заместителем директора венской Академии изобразительных искусств, в то время одной из ведущих художественных академий Европы. С 1791 года до смерти жены в 1807 году Фюгер был женат на актрисе Анне Йозефе Гортензии Мюллер, дочери немецкого актёра и поэта Иоганна Генриха Фридриха Мюллера.
В 1795 он уже был директором Академии, которая в годы его руководства испытала времена расцвета. В 1806 году Фюгер был назначен директором венского Музея истории искусств и хранителем галереи дворца Бельведер.
Г. Ф. Фюгер был почётным членом Академий изобразительных искусств Мюнхена и Милана, кавалером ордена Вюртембергской короны. В 1780 году он был принят в венскую масонскую ложу «У пальмы» (Zum Palmbaum), в 1785 он перешёл в ложу «К правде» (Zur Truth).
Скончался художник 5 ноября 1818 года в Вене, похоронен на католическом кладбище в Мацляйнсдорф (Matzleinsdorf, ныне: Вальдмюллерпарк). В 1876 году в его честь в Вене была названа улица (Fügergasse).
Основными областями творчества Г. Ф. Фюгера были портретная живопись и художественная миниатюра. Он писал также картины на библейские, исторические и мифологические сюжеты. По стилю произведения художника являются переходными от живописи барокко к эпохе классицизма. Заслуги Фюгера в развитии австрийской живописи значительны, его при жизни уже называли Папой художников Вены.
В Санкт-Петербургском Эрмитаже хранятся пять картин Генриха Фридриха Фюгера.
Среди учеников художника были Франц Ксавер Лампи, Йозеф Зуттер и Карл Генрих Раль.

## Галерея

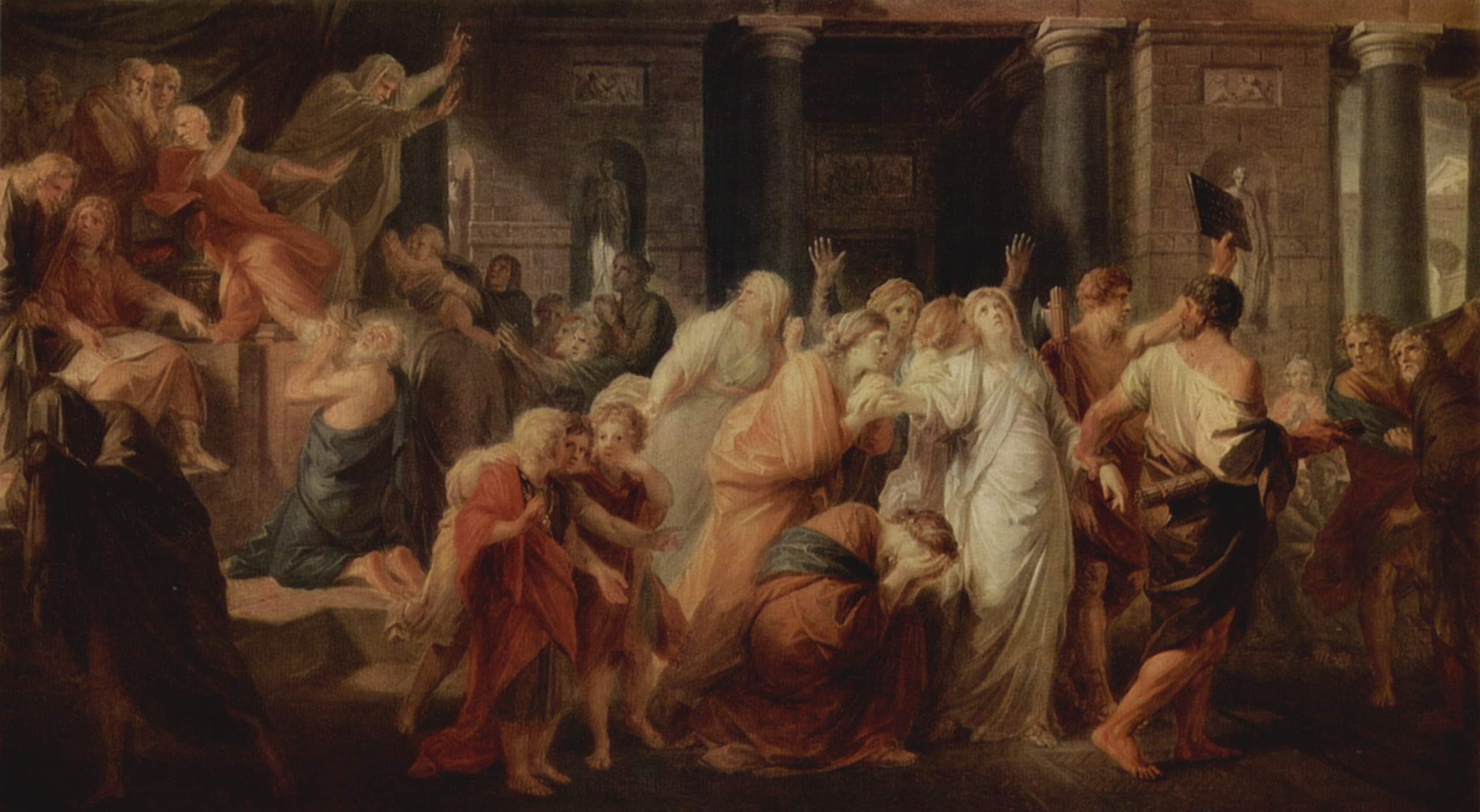
Казнь весталки. Эскиз. 1790-1815. Холст, масло. Государственный Эрмитаж, Санкт-Петербург
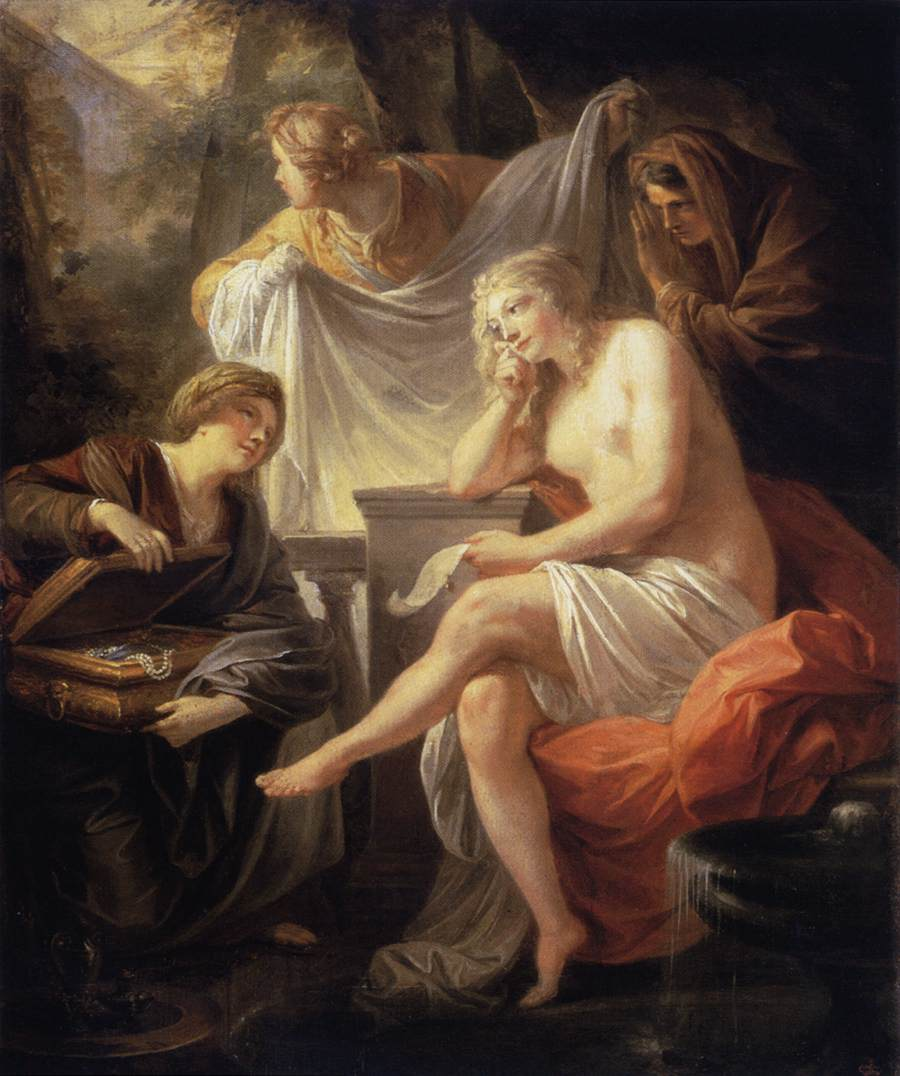
Купание Вирсавии. 1780-е гг. Дерево, масло. Музей изобразительных искусств, Будапешт
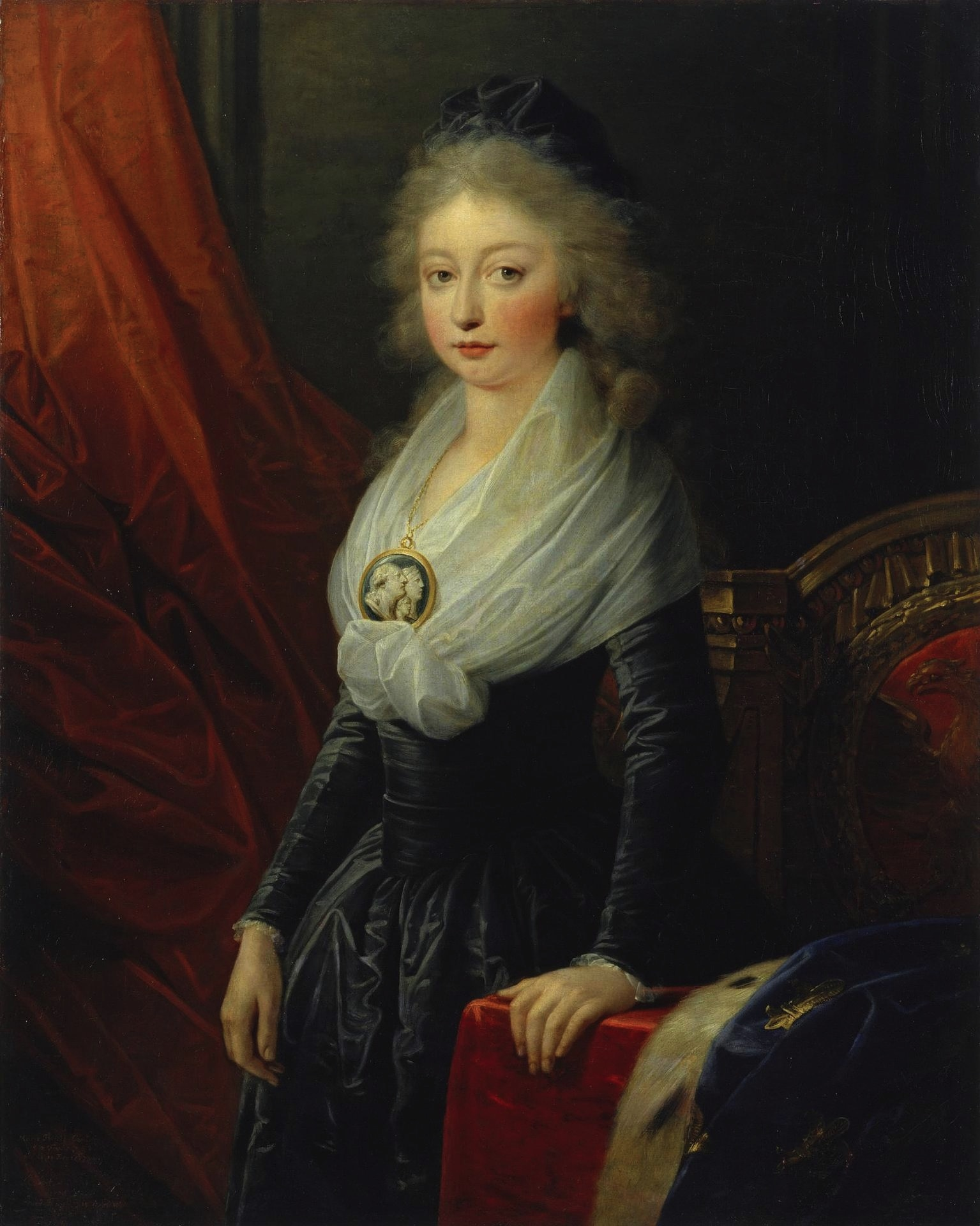
Портрет герцогини Марии Терезии. После 1795. Холст, масло. Государственный Эрмитаж, Санкт-Петербург
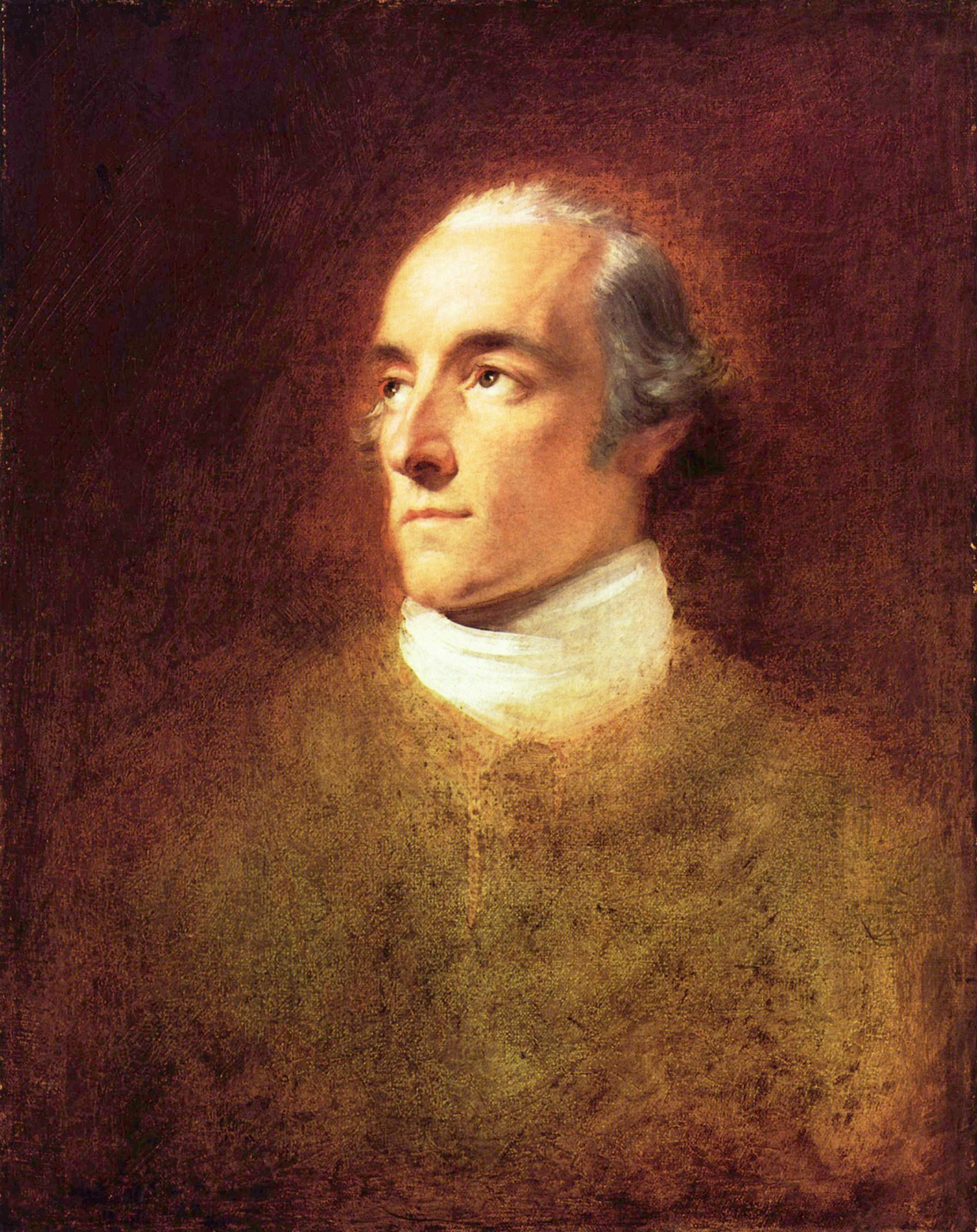
Портрет Франца-Иосифа, графа Заурау. Ок. 1797. Холст, масло. Галерея Бельведер, Вена
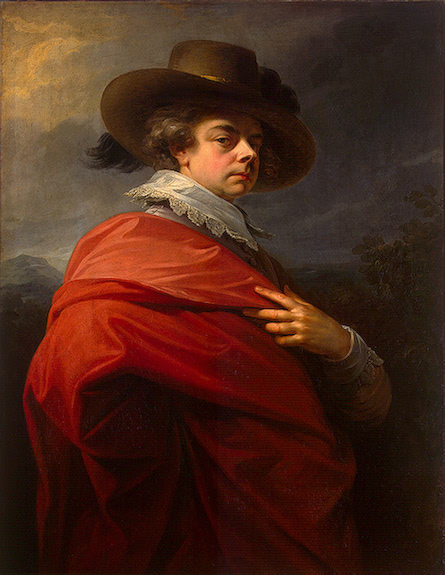
Портрет князя Николая Борисовича Юсупова. 1783. Холст, масло. Государственный Эрмитаж, Санкт-Петербург
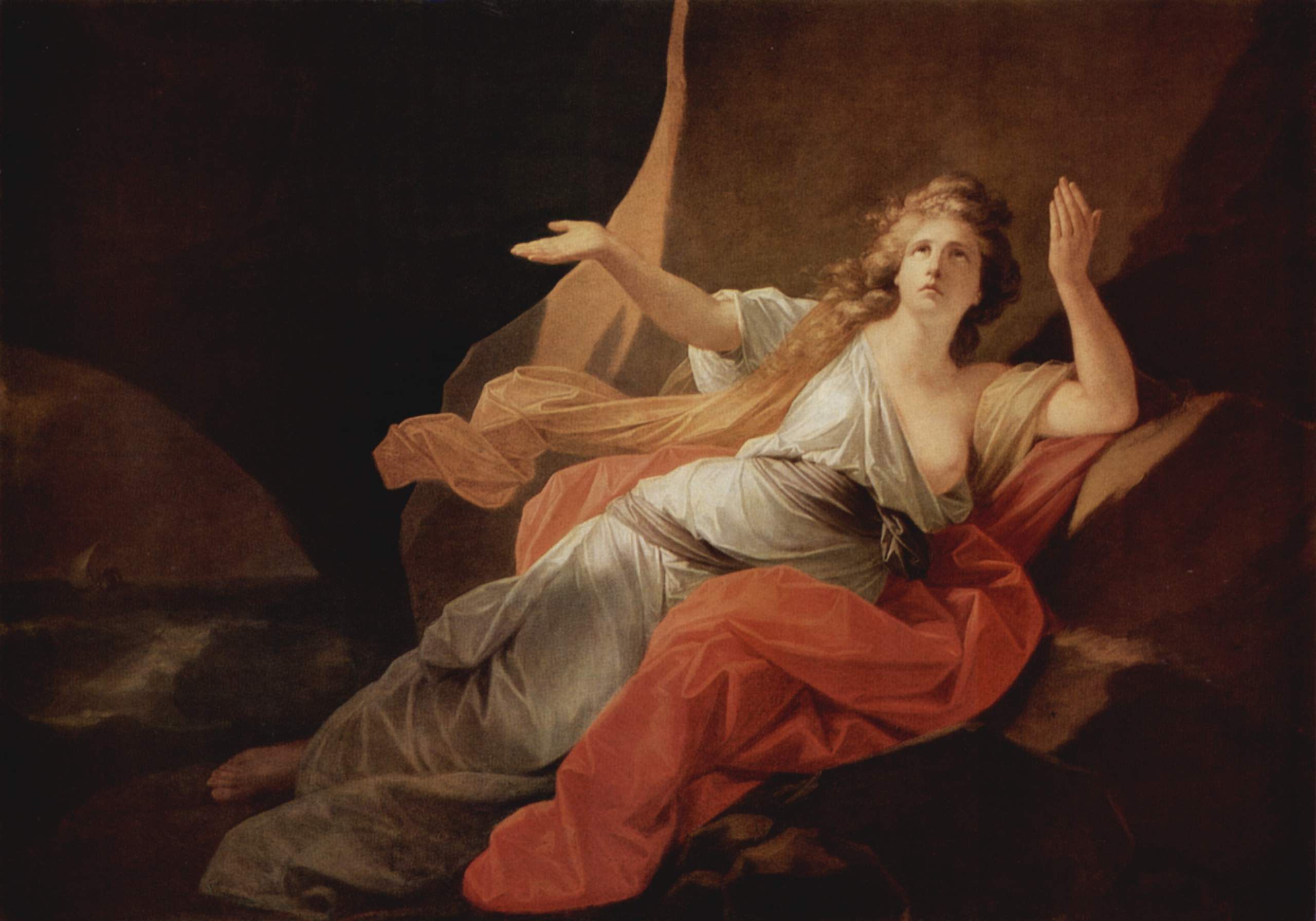
Смерть Дидоны. 1792. Холст, масло. Государственный Эрмитаж, Санкт-Петербург
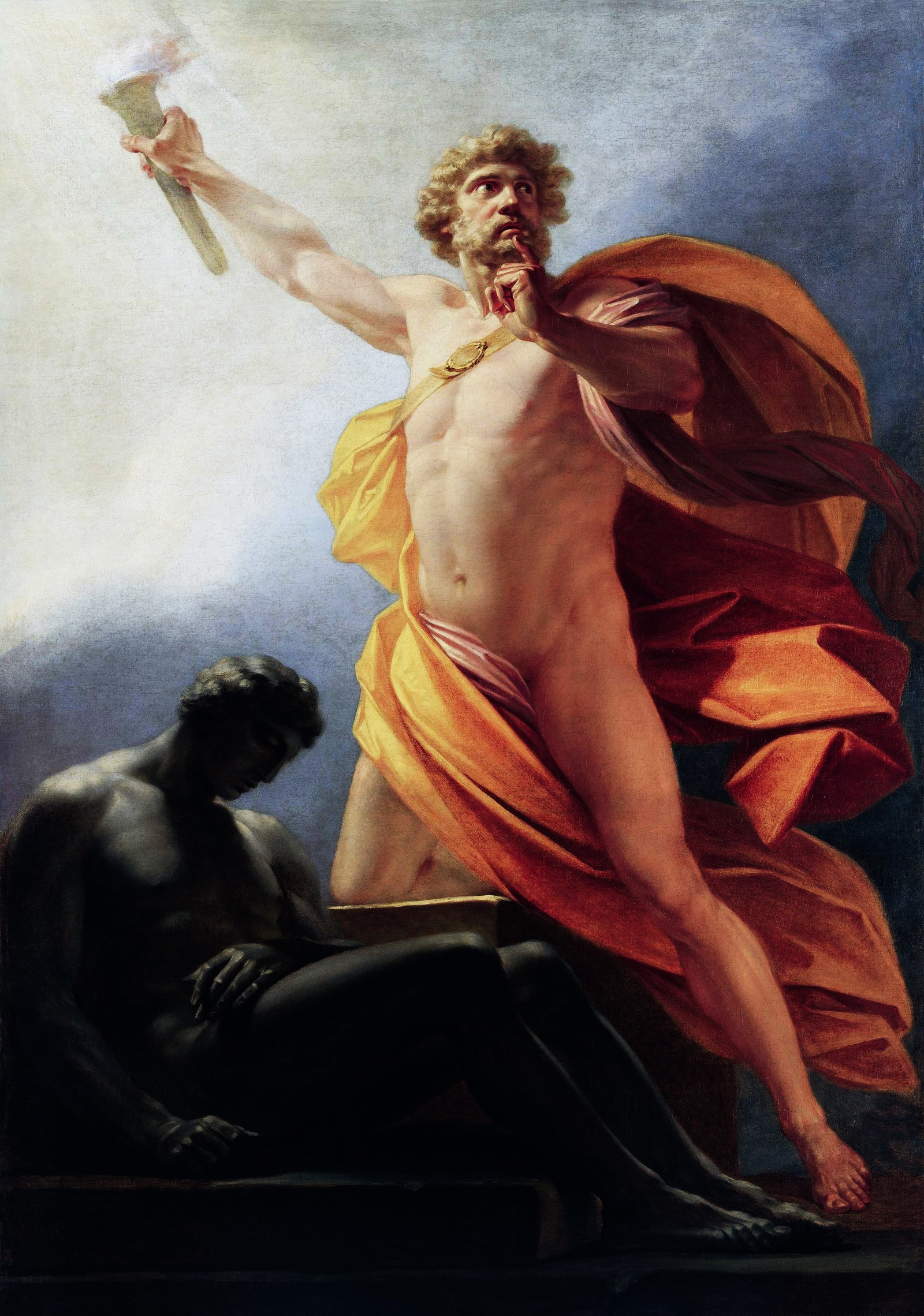
Прометей приносит людям огонь. 1790 или около 1817 г. Холст, масло
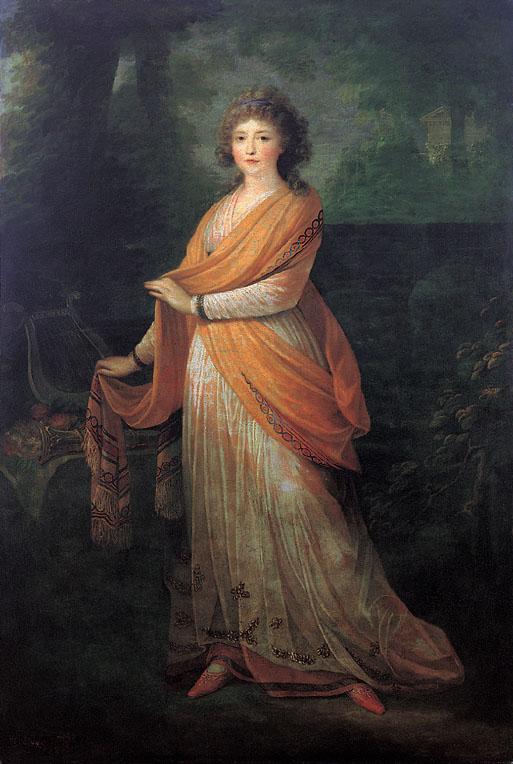
Портрет княгини Варвары Васильевны Голициной. 1792. Холст, масло. Старая Национальная галерея, Берлин
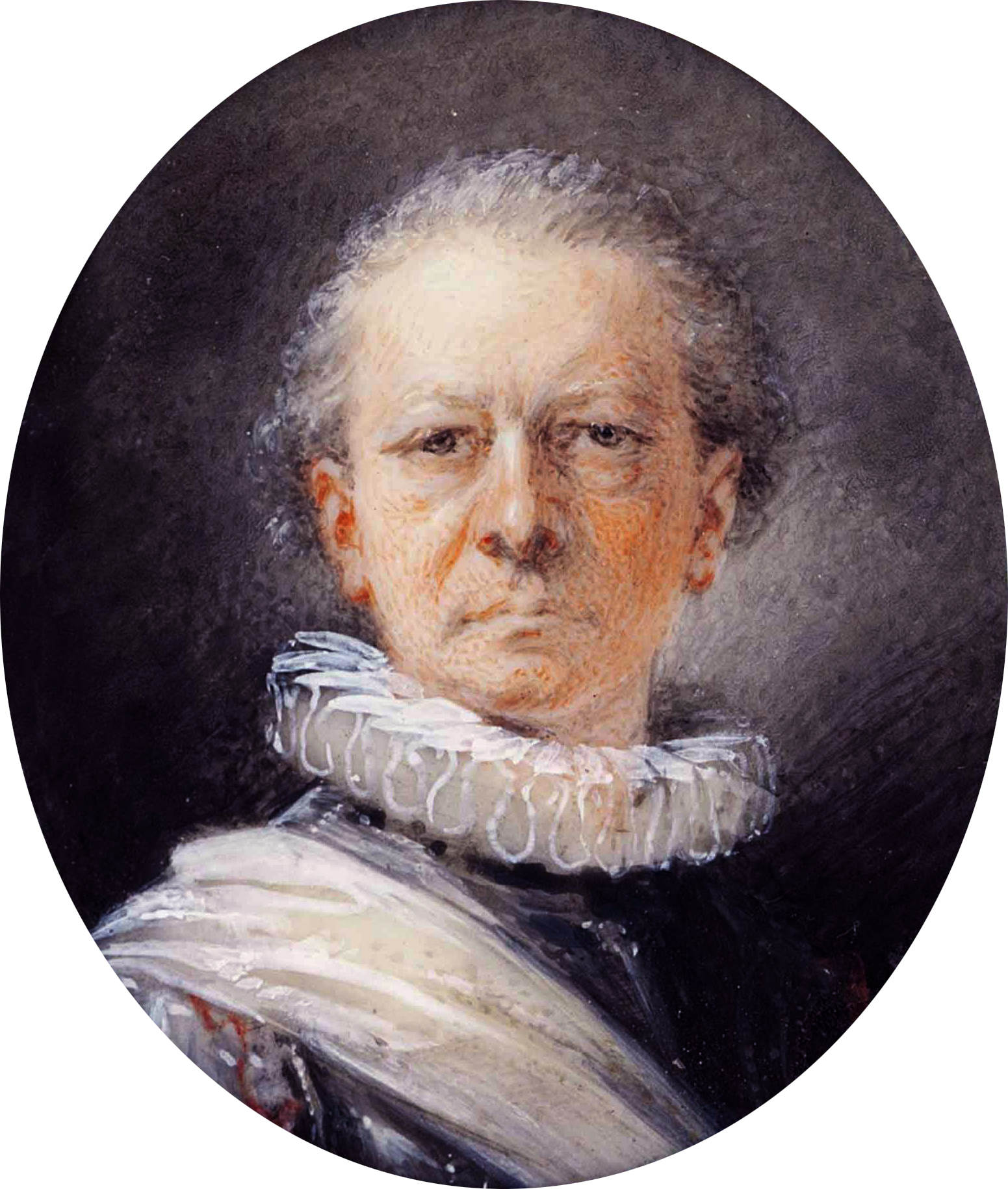
Портрет Иоганна Франца Брокмана. Миниатюра на слоновой кости. Частное собрание